# 西蒙·开斯普
西蒙·卡斯佩（Simon Kaspé，1909年—1933年）是一名哈尔滨犹太人富商的儿子，被一群康斯坦丁·罗扎耶夫斯基的俄罗斯法西斯党歹徒绑架、勒索、折磨和谋杀。 日本当局对他的死亡进行了半心半意的调查，他们试图取悦作为当地执法者并激烈反共的白俄社区， 这引发了满洲国境内犹太社区的反日情绪，导致近70%的犹太人逃离哈尔滨。
西蒙·卡斯佩的父亲约瑟夫·卡斯佩（Joseph Kaspé），是哈尔滨马迭尔宾馆（Hotel Moderne）以及该市大部分电影院和剧院的所有者。1907年，约瑟夫·卡斯佩逃离俄罗斯的迫害，移居哈尔滨。他原本是无国籍人士，后来为自己和家人获得了法国公民身份。西蒙在哈尔滨长大，在巴黎音乐学院学习，是一位多才多艺的钢琴家。

## 绑架和谋杀
1933年8月，西蒙从音乐学院回到哈尔滨的家中度暑假，和女友外出时被绑架。袭击者将他带到城市以西约58公里的一个地点。第二天，他的父亲收到一张勒索单，要求得到10万美元。
约瑟夫·卡斯佩联系了法国驻哈尔滨领事，后者建议推迟支付赎金，承诺与日本当局合作寻找西蒙。一个月后，卡斯佩老收到半只血淋淋的耳朵，但他再次被建议不要支付赎金。 然而，警方于1933年12月3日发现了他儿子的尸体。绑架者让西蒙·卡斯佩挨饿，并殴打他，割下他的耳朵，扯下他的指甲，并迫使他在气温降到零下20到30度时，把头埋进地下一个黑暗寒冷的洞里，最后向他的头部开枪打死了他。
来自许多地方的数千人参加了葬礼抗议。虽然有人说哈尔滨是“20年代的天堂”， 但日本的占领，以及10万-20万白俄难民的存在，带来了犯罪。哈尔滨和上海的犹太社区向日本外务大臣重光葵提出抗议，没有任何效果。
绑架者被捕后，在第二天获释，他们被法庭判罪后，中国法官却被指控犯有叛国罪。绑架者又被重审，判处15-20年监禁，几周后被特赦释放。罗扎耶夫斯基辩称这只是一起“爱国”事件，而正是他的一名副手马丁诺夫及其帮派，对绑架事件负责。。
西蒙·开斯普葬于哈尔滨郊区的皇山公墓。

## 后果
到20世纪30年代中期，由于经济萧条和西蒙·卡斯佩被谋杀事件，哈尔滨的犹太人减少了一半，他们前往上海等不受日本控制的中国城市，甚至返回苏联, 虽然许多人最初是为了逃离那里的迫害而来到中国的。